# Darius Campbell
Darius Campbell-Danesh (Glasgow, 19 agosto 1980 – Rochester, 11 agosto 2022) è stato un cantautore, attore e produttore cinematografico britannico.

## Biografia
Darius Campbell nacque a Glasgow nel 1980, il maggiore dei tre figli della scozzese Avril Campbell e dell'iraniano Booth Danesh. Studiò alla Bearsden Primary School, alla Glasgow Academy e poi filosofia e letteratura inglese all'Università di Edimburgo.
Cominciò a calcare le scene alla fine degli anni novanta come comparsa nell'allestimento della Scottish Opera di Les Troyens e poi di Carmen alla Royal Opera House. Nel 2001 salì alla ribalta come concorrente del talent show britannico Popstars e l'anno successivo raggiunse le finali di Pop Idol, dove rifiutò il contratto discografico offertogli da Simon Cowell per farsi rappresentare da Steve Lillywhite.
Nel 2002 il suo primo singolo Colourblind raggiunse il primo posto nell'Official Singles Chart britannica e rimase in vetta alla classifiche per due settimane, ottenendo infine un disco d'argento. Nel 2004 il suo primo album, Drive In, che gli valse il disco di platino in madrepatria. Nel 2004 pubblicò il suo primo libro, Sink or Swim, mentre l'anno successivo incise il suo secondo album, Live Twice.
Sempre nel 2005 fece il suo debutto sulle scene del West End londinese interpretando Billy Flynn nel musical Chicago. Nel 2007 tornò a recitare in un musical, rimpiazzando Ewan McGregor in Guys and Dolls; nello stesso anno tornò ancora a recitare in Chicago, mentre nel 2008 interpretò Rhett Butler nel musical tratto da Via col vento, senza tuttavia ottenere un grande riscontro di pubblico.
Nel 2010 vinse il talent show Popstar to Operastar ed interpretò Escamillo nella Carmen all'O2 Arena di Londra. Nel 2013  tornò a recitare sulle scene londinesi nel musical tratto Da qui all'eternità, ma anche questo show si rivelò un fiasco. Nel 2015 recitò per l'ultima volta nel West End, interpretando il protagonista maschile Nick Arnstein nel musical Funny Girl accanto a Sheridan Smith.

### Morte
L'11 agosto 2022 Darius Campbell è stato ritrovato privo di sensi nella sua casa di Rochester ed è morto più tardi lo stesso giorno all'età di 41 anni.

## Vita privata
Nel 2011 sposò l'attrice Natasha Henstridge; la coppia si separò nel 2013 per poi ottenere il divorzio nel 2018.

## Filmografia parziale

### Produttore
- Imperium, regia di Daniel Ragussis (2016)

### Attore
- Hollyoaks - serie TV, 2 episodi (2003)

## Discografia

### Album
- 2002: Dive In
- 2004: Live Twice

### Singoli
- 2002: "Colourblind"
- 2002: "Rushes"
- 2003: "Incredible (What I Meant to Say)"
- 2003: "Girl in the Moon"
- 2004: "Kinda Love"
- 2005: "Live Twice"

## Teatro
- Chicago, colonna sonora di John Kander, libretto di Bob Fosse e Fred Ebb, regia di Walter Bobbie. Adelphi Theatre di Londra (2005)
- Guys and Dolls, colonna sonora di Frank Loesser, libretto di Jo Swerling e Abe Burrows, regia di Michael Grandage. Piccadilly Theatre di Londra (2007)
- Chicago, colonna sonora di John Kander, libretto di Bob Fosse e Fred Ebb, regia di Walter Bobbie. Cambridge Theatre di Londra (2007)
- Gone With the Wind, colonna sonora e libretto di Margaret Martin, regia di Trevor Nunn. New London Theatre di Londra (2008)
- From Here to Eternity, colonna sonora di Stuart Brayson, libretto di Tim Rice e Bill Oakes, regia di Tamara Harvey. Shaftesbury Theatre di Londra (2013)
- Funny Girl, colonna sonora di Jule Styne, libretto di Bob Merrill e Isobel Lennart, regia di Michael Mayer. Menier Chocolate Factory (2015) e Savoy Theatre di Londra (2016)